# Sharon Thompson
Sharon Thompson (Geiger, 21 gennaio 1976) è un'ex cestista e allenatrice di pallacanestro statunitense.

## Carriera
Centro di 195 cm, ha giocato in Serie A1 con Messina.
Dal gennaio 2020 è "director of athletics" e allenatrice della squadra femminile dell'East Mississippi Community College.
Nel 2022 si è ritirata dalla posizione di allenatrice per concentrarsi sui compiti amministrativi.